# Musée Charles Combes
Le Musée Charles Combes de Bingerville est un musée d’art contemporain inauguré en 1975 en honneur au fondateur du centre technique des arts appliqués (CTAA), Charles-Alphonse Combes.
Au départ Atelier puis école d'arts, aujourd'hui c'est un musée national qui compte près d'une centaine d'œuvres d'arts réalisée pas Charles Combes et ses élèves.
Le musée est situé en Côte d'Ivoire dans la commune de Bingerville précisément au quartier Porquet. Il est délimité au Sud par la lagune Ébrié, par le quartier résidentiel au Nord. À l’Est par le quartier Bagba et à l’Ouest par le quartier « Sans Loi ».
La direction de cet établissement a vu se succéder différents responsables dont le premier est naturellement le "Maître" Charles Combes.

## Histoire
Le musée a été fondé en 1937 par Charles Combes sous l’appellation atelier privé de l’art. Dès l’année suivante, en 1938, il est transformé par décret du gouvernement colonial en école d’art appliqué de Bingerville, rattachée à l’École des Beaux-Arts d’Abidjan. Ce n’est toutefois qu’en 1958 qu’il obtient officiellement le statut d’école d’art, devenant ainsi la première institution d’art moderne en Côte d’Ivoire et dans toute la sous-région ouest-africaine,.
En 1994, le musée est officiellement érigé en centre technique des arts appliqués par décret. Il propose l’enseignement de disciplines artistiques spécifiques telles que la sculpture, la céramique, le vitrail, la mosaïque, le batik, le staff, le textile et la communication. En complément, des matières d’enseignement général sont également dispensées, notamment l’anglais, le français, l’histoire de l’art, le droit et la gestion.

## Collections
Ce musée d’art contemporain comptait à l’origine 91 œuvres, toutes réalisées par Charles Combes. Ce nombre a par la suite augmenté grâce aux créations des élèves. À l’image de toute galerie, le musée Charles Combes de Bingerville valorise les us et coutumes de la Côte d’Ivoire et contribue activement à la vie culturelle du pays. Inscrit au patrimoine ivoirien, il abrite une diversité d’œuvres, parmi lesquelles des sculptures et des créations d’art plastique.

## Directeurs
- De 1937 à 1968, le Musée a été dirigé par Maitre Charles Combes, le fondateur.
- De 1968 à 1986 par M. Lucien Teriant
- De 1986 à 1994 par M. Houphouet Kouadio
- De 1994 à 2000 par M. Zadi Ouraga Lazare
- De 2000 à 2004 par M. Moussa Yira
- De 2004 à 2008 par Wanoumi Aziema Louis Marcel
- Depuis 2008, par M. Jean Baptise Lerro[6].